# مارفين كالب
مارفين كالب، (بالإنجليزية: Marvin Kalb)‏، (المولود في 9 يونيو 1930)، هو صحفي أمريكي، ومؤسس مركز شورنشتاين للإعلام والسياسة والسياسة العامة [الإنجليزية]، مع «إدوارد آر مورو»، أستاذ الصحافة، والسياسة العامة (1987–1999).
كان كل من «مركز شورنشتاين»، و«كلية كينيدي»، تابعين لـجامعة هارفارد. وهو حاليًا زميل كلية جيمس كلارك ويلينج التابعة لـجامعة جورج واشنطن، كما أنه عضو في الهيئة الاستشارية لمشروع المجتمع الأطلسي [الإنجليزية].

## برامجه الإخبارية
قضى كالب 30 عامًا من حياته كمقدم برامج ذائع الصيت وحاز على العديد من الجوائز في البرامج الإخبارية بقناتي سي بي إس نيوز وإن بي سي نيوز. كان كالب هو آخر مقدم برامج إخبارية يقوم «إدوارد آر مورو»، بضمه إلى فريق الأخبار بمحطة سي بي إس نيوز ليصبح أحد أفراد الجيل التالي من «أبناء مورو».
وقد تسبب عمله في وضعه في قائمة ريتشارد نيكسون، التي كان يُطلق عليها القائمة الأساسية لخصوم نيكسون السياسيين [الإنجليزية].
وفي محطة إن بي سي، كان كبير مراسلي الشئون الدبلوماسية ومقدم برنامج «قابل الصحافة»، وأثناء فترات عمله الطويلة في قناتي سي بي إس، وإن بي سي، عمل معه شقيقه «برنارد كالب».

## مؤلفاته
قام كالب بتأليف تسعة كتب واقعية أو شارك في تأليفها مثل:
- إستهداف الشرق.
- تنين في الكرملين.
- الفولجا.
- جذور التورط (Roots of The VolgaInvolvement).
- كيسنجر (Kissinger).
- حملة 88 (Campaign ’88).
- مذكرات نيكسون (The Nixon Memo).
- قصة واحدة مخزية (One Scandalous Story)).

إضافة إلى روايتين حققتا مبيعات هائلة وهما:
- حول الأمور الوطنية (In the National Interest).
- السفير الأخير (The Last Ambassador). ويدور آخر كتاب له عن ذكريات حرب فيتنام والذي شاركته ابنته في تأليفه.

كما يقدم برنامج تقرير كالب، وهو عبارة عن مناقشة شهرية حول أخلاقيات الإعلام وذلك في النادي الوطني للصحافة في واشنطن العاصمة برعاية مركز شورنشتاين وجامعة جورج واشنطن. ويعمل أيضًا كمحلل إخباري في قناة فوكس نيوز، ويشارك أيضًا في برامج الإذاعة الوطنية وبرنامج أمريكا في الخارج.

## ذكريات لا تُنسى
في آخر كتبه: ذكريات لا تُنسى: فيتنام والرئاسة الأمريكية من فورد إلى أوباما - مطبعة معهد بروكنجز 2011، اشترك كالب مع ابنته ديبوراه في محاولة تصوير تاريخ صناعة القرار في مؤسسة الرئاسة الأمريكية حول موضوع فائق الأهمية: في ضوء ورطة فيتنام ألا وهو: ما هي الظروف والملابسات التي تؤدي إلى دخول الولايات المتحدة الأمريكية في حرب مع أحد الأطراف؟
قضى هذا الفريق الصحفي المكون من الأب وابنته خمس سنوات في مقابلات مع مئات المسؤولين من مختلف الإدارات الأمريكية علاوة على إجراء أبحاث مستفيضة في السجلات و«المكتبات الرئاسية». وأسفرت تلك الجهود المضنية عن إنتاج كتاب أقل ما يُقال عنه أنه سجل تاريخي منصف ومحايد وتاريخ موحٍ ونابض بالحياة وقصة تحمل بين طياتها تحذيرات ودروسًا وعبرًا وتفشي أسرارًا ومعلومات لم تُنشر من قبل.
ذكر في إحدى المقابلات أن: “هاجس فيتنام لا يزال يراود كل من تطأ قدمه البيت الأبيض. وفي هذا الكتاب الساحر يعكس كالب وابنته مدى تأثير هزيمة أمريكا في فيتنام في كافة الإدارات الأمريكية المتعاقبة على مدار 36 عامًا. فإذا تساءل أحد إذا ما كانت فيتنام لا تزال في الضمير الأمريكي، فالإجابة ستكون نعم بالتأكيد. اقرأ هذا الكتاب لتتعرف على الأسباب وتكتشف الأسرار." تيد كوبل، المذيع الرئيسي لبرنامج قناة أي بي سي "أخبار المساء" لمدة 25 عامًا وكبير المحللين الإخباريين في الإذاعة الوطنية العامة

## سيرة ذاتية جزئية
- ذكريات لا تُنسى: فيتنام والرئاسة الأمريكية من فورد إلى أوباما (Brookings Institution Press, 2011)
- تنين في الكرملين: تقرير حول التحالف الروسي الصيني (1961)
- حول الأمور الوطنية (1977, ISBN 0-671-22656-8)
- كيسنجر (ISBN 1-125-57784-3)
- السفير الأخير (1981, ISBN 0-316-48222-6)
- الإعلام ودوره في الحرب على الإرهاب (2003, ISBN 0-8157-3581-2)[3]
- مذكرات نيكسون: الاحترام السياسي، روسيا، والصحافة (1994, ISBN 0-226-42299-2)
- قصة واحدة مخزية: كلينتون ولوينسكي وثلاثة عشر يومًا لطخت سمعة الصحافة الأمريكية (2001, ISBN 0-684-85939-4)
- جذور التورط: الولايات المتحدة في آسيا the U.S. in Asia, 1784–1971 (1971, ISBN 0-393-05440-3)

## الدعابة
كانت هناك قصة ظريفة يذكرها زملاء كالب في محطة إن بي سي الإخبارية، تشير القصة إلى قناة تابعة للمحطة في الإسكندرية، لويزيانا – وهي قناة كالب، حيث كانوا يشيرون إليها باسم «محطة مارفين». وحدث ذات مرة أن أطلق مذيع برنامج توداي برايانت جامبل (Bryant Gumbel)، في أحد التنويهات عن برنامج توداي في عام 1985، اسم كالب على القناة، وابتسم أمام الكاميرا، ثم قال عبارة «قناة مارفين» بشكل كوميدي انفجر على إثره كل من خلف الكاميرات في نوبة ضحك.
كان بيل أورايلي (Bill O'Reilly) المعلق السياسي في البرامج الإخبارية أحد تلامذة كالب.

## وصلات خارجية
- Marvin Kalb's Profile at Harvard University from the كلية كينيدي بجامعة هارفارد website
- About Marvin Kalb at The Kalb Report from the جامعة جورج واشنطن website